# Universidad Metropolitana de Praga

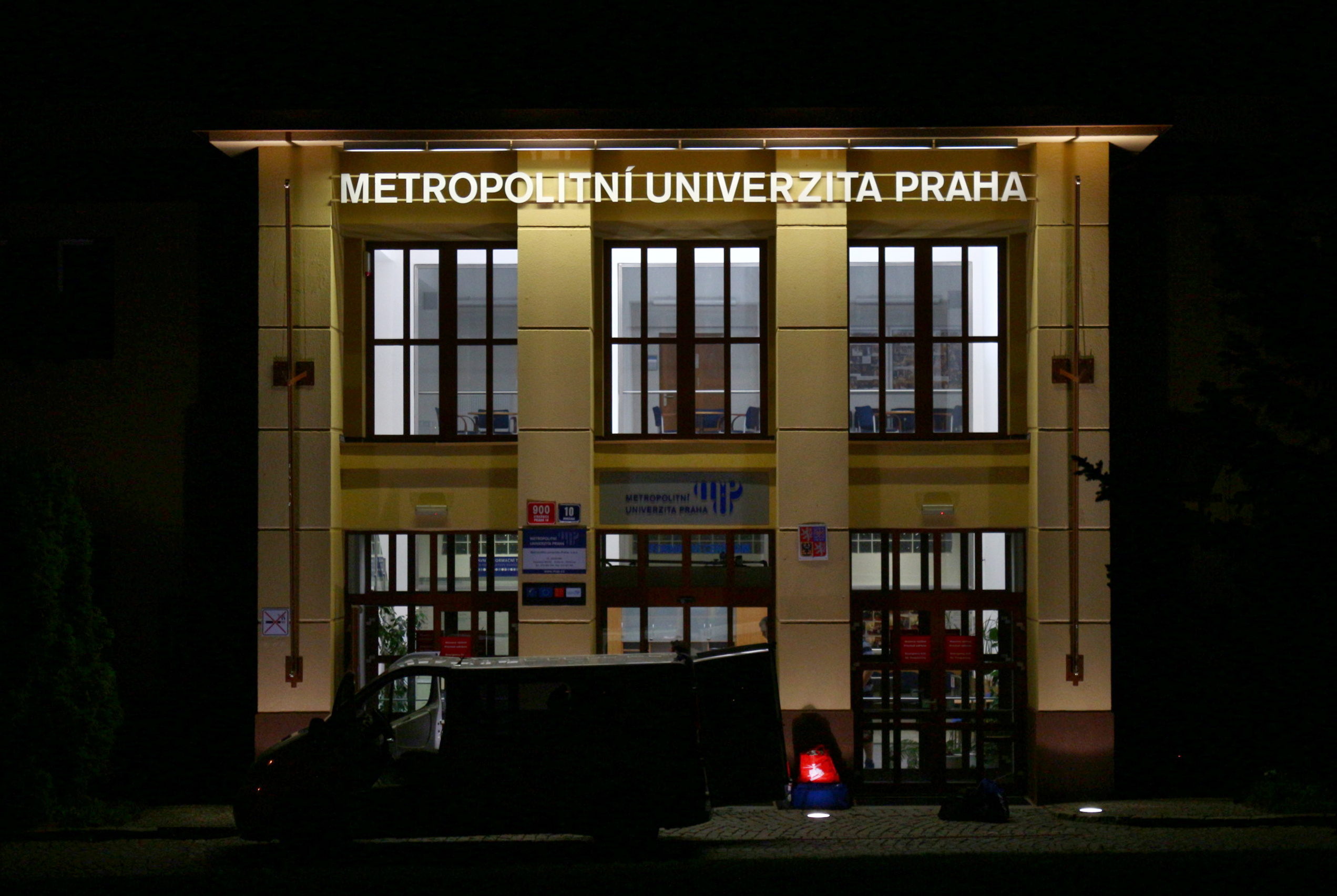
Universidad Metropolitana de Praga

La Universidad Metropolitana de Praga ofrece estudios de Diplomatura (Bc.), Licenciatura (Mgr.) y de Doctorado (PhD.), que se pueden desarrollar tanto de forma presencial como a distancia. 
Los estudiantes pueden obtener un título universitario en las siguientes ramas: Estudios Anglófonos, Comercio Internacional, Relaciones Internacionales y Estudios Europeos, Propiedad Industrial, International Relations and European Studies, Administración Pública, Ciencias Humanas y la última novedad: Estudios Asiáticos y Relaciones Internacionales. La Universidad proporciona estancias de estudios en el extranjero, la posibilidad de estudiar en inglés y edificios sin barreras para personas discapacitadas.